# Bremotet
Koordinaten: 71° 41′ S, 12° 5′ O
Bremotet (norwegisch für Gletschertreffpunkt) ist ein kleines Moränengebiet im ostantarktischen Königin-Maud-Land. Es liegt an der Nordwestflanke des Zwieselbergs im Wohlthatmassiv und stellt den Ort des Zusammenflusses des Humboldtgrabens mit dem Parischskaja-Kommuna-Gletscher dar.
Luftaufnahmen der Deutschen Antarktischen Expedition 1938/39 unter der Leitung des Polarforschers Alfred Ritscher dienten einer ersten Kartierung. Norwegische Kartografen, welche dieses Moränengebiet auch benannten, nahmen anhand von Luftaufnahmen der Dritten Norwegischen Antarktisexpedition (1956–1960) aus den Jahren von 1958 bis 1959 eine neuerliche Kartierung vor.